# Маргарита Гонзага (герцогиня Лотарингии)
Маргари́та Гонза́га (итал. Margherita Gonzaga, фр. Marguerite de Gonzague; 2 октября 1591, Мантуя, герцогство Мантуя — 7 февраля 1632, Нанси, герцогство Лотарингия) — принцесса из дома Гонзага, дочь Винченцо I, герцога Мантуи и Моферрато; в замужестве — герцогиня Лотарингии и Бара.

## Биография

### Семья
Маргарита Гонзага родилась в Кавриане, близ Мантуи, 2 октября 1591 года. Она была четвёртым ребёнком и первой дочерью Винченцо I, герцога Мантуи и Монферрато и его второй жены Элеоноры, тосканской принцессы из дома Медичи. Маргарита приходилась внучкой по отцовской линии Гульельмо I, герцогу Мантуи и Монферрато, и Элеоноре Австрийской, эрцгерцогине из дома Габсбургов. По материнской линии она была внучкой великого герцога Тосканы Франческо I и Иоганны Австрийской, эрцгерцогини из дома Габсбургов. Элеонора и Иоганна Австрийские были родными сёстрами, таким образом, родители Маргариты были двоюродными братом и сестрой. Маргарита также приходилась племянницей королеве Франции Марии Медичи и сестрой императрице Священной Римской империи Элеоноре Гонзага.

### Брак и потомство
С начала 1605 года родители Маргариты стали подыскивать ей достойную партию и остановили свой выбор на Генрихе, маркизе де Пон, сыне лотарингского герцога Карла III и принцессы Клод Валуа, дочери французского короля Генриха II и Екатерины Медичи. Бездетный жених был вдовцом; первым браком он был женат на герцогине Альбре Екатерине де Бурбон — единственной сестре французского короля Генриха IV, которая была старше его на четыре года.
Брак Маргариты носил династический характер. В сентябре 1605 года король Генрих IV и герцог Винченцо I договорились о будущем матримониальном союзе между домом Гонзага и Лотарингским домом. 13 или 23 февраля 1606 года в Париже, в присутствии принцев крови и советников короля, представители сторон подписали брачный контракт, по которому Маргарита получила единовременно 500 000 ливров (включая 140 000 ливров в качестве свадебного подарка от дяди-короля) и ежегодный пансион в 25 000 ливров. Будущей герцогине передавались во владение замки Блемон и Денёвр. Невеста также отказывалась от наследственных прав во владениях отца. Так как жених и невеста приходились друг другу близкими родственниками, им пришлось ждать разрешение на брак от Святого Престола.
Церемония бракосочетания по доверенности состоялась в Мантуе 21 апреля 1606 года. Через несколько дней вместе с матерью и братом Маргарита выехала ко двору супруга. 15 июня того же года в Нанси начались свадебные торжества, длившиеся несколько дней. Несмотря на разницу в возрасте, у супругов сложились хорошие отношения. Оба были католиками (первая жена Генриха была гугеноткой), любили музыку и искусство. В семье Генриха и Маргариты родились сын, умерший в детстве, и две дочери:
- Николь (3 октября 1608 — 20 февраля 1657) — 23 мая 1621 года сочеталась браком с кузеном Карлом IV (5 апреля 1604 — 18 сентября 1675), герцогом Лотарингии и Бара;
- Клод Франсуаза (6 октября 1612 — 2 августа 1648) — 18 февраля 1634 года сочеталась браком с кузеном Николя II (6 декабря 1609 — 25 января 1670), герцогом Лотарингии и Бара.

Первые роды у Маргариты были сложными. В случае смерти герцогини двор в Париже рассматривал план похищения её новорождённой дочери и воспитания принцессы во Франции, чтобы в дальнейшем усилить французское влияние в Лотарингии, но Маргарита поправилась.

### Герцогиня

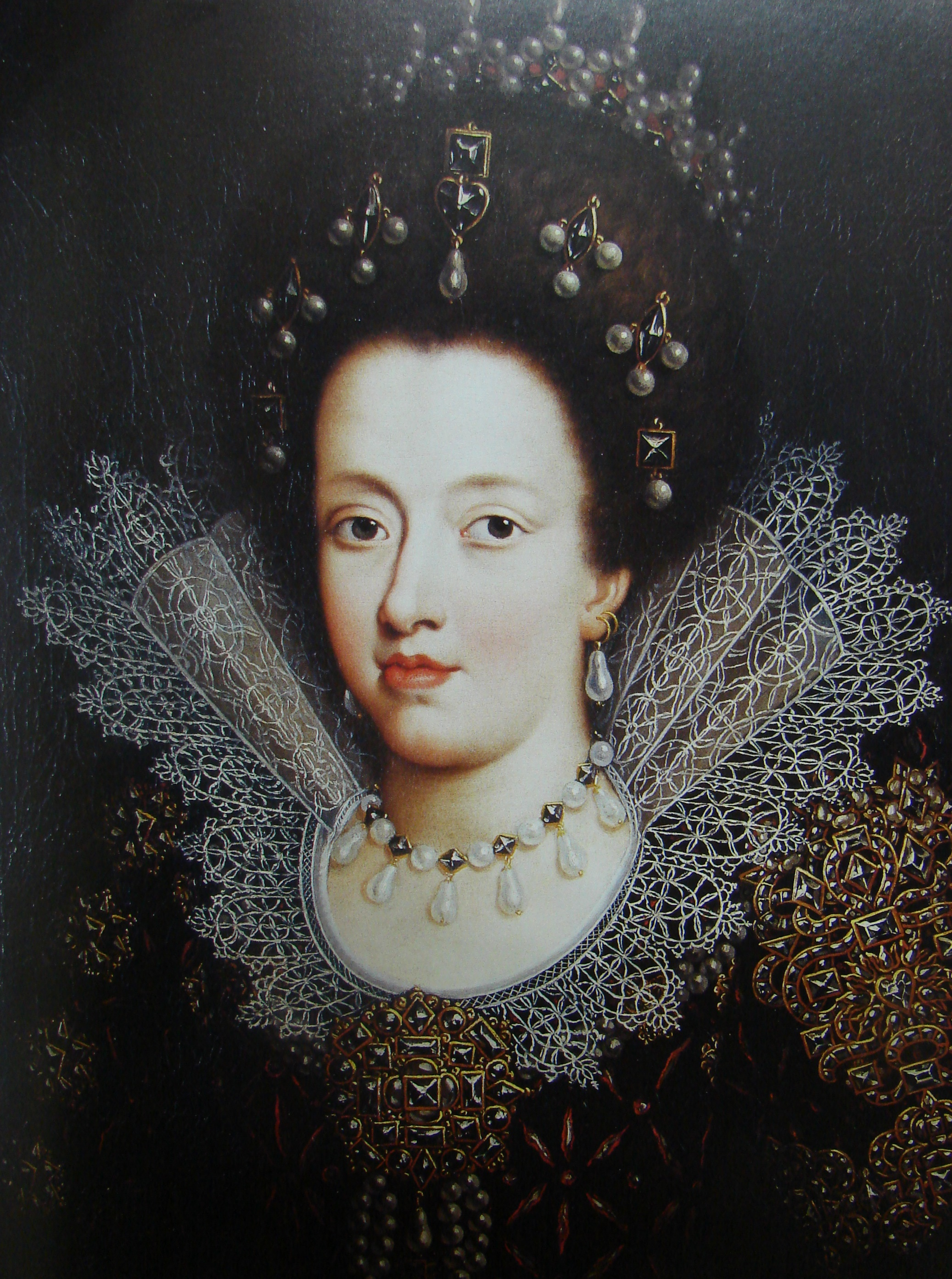
Портрет герцогини Маргариты кисти неизвестного (XVII век). Палаццо Питти, Флоренция

14 мая 1608 года маркиз де Пон стал герцогом Лотарингии и Бара под именем Генриха II. Вслед за ним эти титулы получила и его супруга. По свидетельству современников герцогиня Лотарингии и Бара имела не очень привлекательную внешность — тяжёлый подбородок, большой нос — и выглядела старше своих лет. Личный врач Маргариты свидетельствовал о хорошем здоровье герцогини, единственным недугом которой было наличие гельминтов, вследствие чего она длительное время принимала антигельминтные порошки. У Маргариты отсутствовал интерес к интеллектуальным занятиям, компенсировавшийся религиозным усердием в отношении протестантов, доходившим порой до фанатизма. При её подстрекательстве герцог начал преследование гугенотов на территории своих владений. Он издал ордонанс от 12 февраля 1617 года, в котором приказал протестантам покинуть территорию герцогства Лотарингии до Пасхи, приходившейся в том году на 20 апреля.
Любимым занятием Маргариты было делать покупки. Она покупала ювелирные украшения, роскошные наряды и обувь — герцогиня приобретала двенадцать пар туфель в месяц. Маргарите нравилось делать дорогие подарки родственникам, даже тем, с кем у неё были сложные отношения. Так, в 1621 году на Рождество она подарила деверю, графу де Водемону золотые часы, обрамленные бриллиантами, а его супруге — золотой ободок, также украшенный бриллиантами; подарки обошлись ей в тысячу франков каждый. Такое мотовство вело к появлению долгов, но это не влияло на поведение герцогини. Маргарите было мало трёх карет и четырёх коней, и она покупала для своей конюшни новых, почти всех лошадей, каких ей предлагали. Некоторые поставщики пытались злоупотребить расточительностью герцогини, но за счетами аккуратно следили её бухгалтера. Герцогиня Лотарингии уделяла большое внимание благоустройству своих владений, особенно Нанси. Маргарита редко покидала дворец в этом городе, но когда выезжала из него, в замках, в которых она останавливалась, всегда проводились реконструкции. Ей нравилось устраивать балы. Кроме того герцогиня организовала производство колбас и джемов. Она хранила их на чердаке своего дворца.
Во внешней политике Маргарита придерживалась профранцузской позиции. Уже в конце 1608 года французский король Генрих IV предложил проект брака между дофином и старшей дочерью герцогини. В ответ на это в 1610 году испанский король Филипп III предложил выдать старшую дочь герцогини за своего среднего сына. Последнее предложение заинтересовало герцога, но позиция Маргариты, которая была категорически против этого брака и угрожала уйти с дочерью к тётке-королеве, заставили его отказаться от проекта. Проект свадьбы с дофином также не был реализован из-за смерти Генриха IV и оппозиции лотарингского дворянства, опасавшегося аннексии герцогства французским королевством.
За неимением наследника мужского пола, Маргарита и Генрих II пытались обеспечить наследование герцогств Лотарингии и Бара их старшей дочерью Николь, которая должна была выйти замуж за Луи де Гиза, бастарда кардинала Луи II Лотарингского. Против этого проекта выступил младший брат герцога — Франсуа де Гиз, граф де Водемон. При этом он ссылался на салический закон, применение которого в Лотарингии было не бесспорным. Спор братьев перерос в вооруженный конфликт. Под давлением советников, опасавшихся распада герцогства, был найден компромисс. На Генеральных штатах Лотарингии стороны пришли к соглашению, по которому 23 мая 1621 года Николь, старшая дочь герцога, сочеталась браком с Карлом, старшим сыном графа, который становился при ней герцогом-консортом.

### Вдовство
31 июля 1624 года Маргарита овдовела. В память о муже она заказала двадцать пять тысяч заупокойных месс и приказала звонить во всех церквях Нанси в колокола в течение трёх дней и ночей. В завещании Генрих II указал своей единственной преемницей старшую дочь Николь. Однако в 1625 году зять Маргариты, не довольствуясь ролью консорта при супруге, вместе со своим отцом отстранил её дочь от власти. Вдовствующая герцогиня апеллировала ко двору в Париже. Людовик XIII поддержал претензии кузины и решил направить в герцогство армию под командованием маршала Луи де Марийяка. В ответ Франсуа де Гиз, граф де Водемон, отказался от заключённых ранее договоров и провозгласил себя герцогом Лотарингии и Бара под именем Франсуа II; 21 ноября 1625 года Генеральные штаты Лотарингии признали его в этом статусе. Через пять дней он отрекся от титулов в пользу своего старшего сына, ставшего герцогом Лотарингии и Бара под именем Карла IV. На этот раз французское королевство ограничилось дипломатической помощью вдовствующей герцогине, не признав нового герцога. Ещё одна попытка Маргариты привлечь на свою сторону двор в Париже в начале 1627 года также потерпела неудачу. После этого она удалилась в замок Номени.
В октябре 1626 года, после смерти Фердинанда, герцога Мантуи и Монферрато, ему, под именем Винченцо II, наследовал другой младший брат Маргариты. Он не имел детей и был слаб здоровьем. С его смертью в декабре 1627 года пресеклась прямая линия дома Гонзага — герцогов Мантуи и Монферрато. Непрямые наследники Винченцо II — Карл I, герцог Невера, поддерживаемый французским королём, Ферранте II, герцог Гвасталлы, поддерживаемый испанским королём, и Карл Эммануил I, герцог Савойи, развязали войну за мантуанское наследство. На этом этапе Маргарита вмешалась в ситуацию, по мнению некоторых исследователей, чтобы вернуть своей старшей дочери правление в лотарингском герцогстве в случае признания её прав как наследницы во владениях отца. В апреле 1628 года она отправила эмиссара к имперскому двору в Вене с просьбой признать её регентом в герцогстве Монферрато, где власть могла передаваться и по женской линии. Претензии Маргариты не нашли понимания у послов Французского королевства и Венецианской республики, и даже у её сестры-императрицы. Летом 1628 года двор в Мадриде предложил ей продать своё право на герцогство Монферрато. Она отказалась из-за симпатий к Неверской ветви дома Гонзага, но продолжила требовать соблюдения её прав как наследницы. Договор в Регенсбурге, подписанный воевавшими сторонами 13 октября 1630 года, предусматривал лишь возможность компенсации Маргарите за отказ от прав на наследство.
Последние годы жизни вдовствующая герцогиня провела в уединении. 29 июня 1629 года она приняла монашеское облачение Третьего ордена Святого Доминика при церкви доминиканцев в Нанси. В 1631 году Маргарита выступила в защиту своей дочери Николь, когда её муж Карл IV попытался признать их брак недействительным на основании того, что приговорённый им к сожжению на костре за колдовство священник Мельхиор де Ла-Валле, крестил его супругу. Герцог выразил сомнение в действительности крещения Николь и, как следствие, легитимности их брака. Претензии Карла IV были отвергнуты Святым Престолом. Маргарита Гонзага умерла в Нанси 7 февраля (по другим источникам в Номени 8 февраля) 1632 года. Её останки покоятся в усыпальнице герцогов Лотарингии в монастыре францисканцев в Нанси. Через два года после смерти герцогини её младшая дочь Клод Франсуаза стала новой герцогиней Лотарингии и Бара, выйдя замуж за герцога Николя II, в пользу которого отрёкся его брат герцог Карл IV. Он сделал это, когда армия французского королевства всё же вошла на территорию герцогства.

## В культуре
Известно несколько портретов молодой Маргариты кисти Пурбуса Младшего, которые хранятся в собраниях палаццо Питти во Флоренции,  Метрополитен-музея в Нью-Йорке и Национального музея искусств в Буэнос-Айресе. Сохранилась также гравюра 1606 года с портретом Маргариты кисти неизвестного. Изображение герцогини есть на медальоне XVII века работы неизвестного, на аверсе которого изображён бюст её супруга Генриха II, а на реверсе — бюст самой Маргариты.